# Liste der Baudenkmäler in Altenkunstadt
Auf dieser Seite sind die Baudenkmäler in der oberfränkischen Gemeinde Altenkunstadt zusammengestellt. Diese Tabelle ist eine Teilliste der Liste der Baudenkmäler in Bayern. Grundlage ist die Bayerische Denkmalliste, die auf Basis des Bayerischen Denkmalschutzgesetzes vom 1. Oktober 1973 erstmals erstellt wurde und seither durch das Bayerische Landesamt für Denkmalpflege geführt wird. Die folgenden Angaben ersetzen nicht die rechtsverbindliche Auskunft der Denkmalschutzbehörde.

## Baudenkmäler nach Ortsteilen

### Altenkunstadt
| Lage                                                                                               | Objekt                               | Beschreibung | Akten-Nr.               | Bild           |
| -------------------------------------------------------------------------------------------------- | ------------------------------------ | --- | ----------------------- | -------------- |
| Geistlicher-Rat-Quinger-Straße (Standort)                                                          | Katholische Pfarrkirche Mariä Geburt | Saalkirche mit eingezogenem Chor, Sandsteinquaderbau, fünfgeschossiger Turm im nördlichen Chorwinkel, 1525 über älterem Kern errichtete, 1732/33 umgestaltete Hallenkirche, Chor von 1723, mit Ausstattung | D-4-78-111-2 Wikidata   | weitere Bilder |
| Geistlicher-Rat-Quinger-Straße (Standort)                                                          | Friedhofsbefestigung                 | Teilweise erhalten, spätmittelalterlich, aus Sandsteinquadern, in einem modernen Mauerstück nördlich der Kirche Sandsteinrelief, bezeichnet „1616“ | D-4-78-111-2 Wikidata   | weitere Bilder |
| Geistlicher-Rat-Quinger-Straße 6 (Standort)                                                        | Pfarrhof                             | Zweiflügeliger zweigeschossiger Walmdachbau von 1784 mit Freitreppe und Ecklisenen | D-4-78-111-1 Wikidata   | weitere Bilder |
| Judenhof 3 (Standort)                                                                              | Ehemalige Synagoge                   | Sandsteinquaderbau mit Halbwalmdach aus dem Jahr 1726. Sie wurde in der Pogromnacht 1938 teilweise zerstört. Während des Zweiten Weltkriegs wurden darin Kriegsgefangene untergebracht, später auch Flüchtlinge und Heimatvertriebene. In der zweiten Hälfte des 20. Jahrhunderts wurde das Gebäude zeitweise als Turnhalle und später als Abstelllager der Gemeinde genutzt. Von 1988 bis 1993 wurde das Gebäude durch die Interessengemeinschaft Synagoge renoviert und dient seitdem als Begegnungs-, Kultur- und Gedenkstätte. Auf der ehemaligen Frauenempore ist eine Dauerausstellung über die Juden am Obermain eingerichtet. | D-4-78-111-3 Wikidata   | weitere Bilder |
| Judenhof 7 (Standort)                                                                              | Wohnhaus                             | Zweigeschossiges Walmdachhaus, Fachwerk, frühes 19. Jahrhundert | D-4-78-111-4 Wikidata   | weitere Bilder |
| Judenhof 8 (Standort)                                                                              | Wohnhaus                             | Zweigeschossiges verputztes giebelständiges Satteldachgebäude, 17./18. Jahrhundert | D-4-78-111-5 Wikidata   | weitere Bilder |
| Judenhof 14 (Standort)                                                                             | Wohnhaus                             | Zweigeschossiges Walmdachhaus mit verputztem Fachwerkobergeschoss, 18. Jahrhundert | D-4-78-111-6 Wikidata   | weitere Bilder |
| Judenhof 19 (Standort)                                                                             | Wohnhaus                             | Zweigeschossiges verputztes Walmdachhaus, 18. Jahrhundert | D-4-78-111-7 Wikidata   | weitere Bilder |
| Klosterstraße 7 (Standort)                                                                         | Wohnhaus                             | Zweigeschossiger verputzter Walmdachbau mit Eckpilaster, zweites Viertel 19. Jahrhundert | D-4-78-111-8 Wikidata   | weitere Bilder |
| Klosterstraße 14 (Standort)                                                                        | Wohnhaus                             | Ehemaliges Kinderheim, zweigeschossiges Halbwalmdachhaus mit straßenseitiger Traufseite aus Sandsteinquadern, zweites Viertel 19. Jahrhundert | D-4-78-111-9 Wikidata   | weitere Bilder |
| Kreisstraße LIF 18, an der Straße nach Prügel, ca. 100 m vor dem Ort an einem Parkplatz (Standort) | Bildstock                            | Sandstein, Säule mit ionischem Kapitell, vierseitiger Aufsatz, bezeichnet „1706“ | D-4-78-111-105 Wikidata | Bildstock      |
| Langheimer Straße 10 (Standort)                                                                    | Gasthaus zur Sternschnuppe           | Zweigeschossiges Walmdachgebäude, Fachwerkobergeschoss 16./17. Jahrhundert, im Erdgeschoss genutete Ecklisenen, um 1700 | D-4-78-111-10 Wikidata  | weitere Bilder |
| Langheimer Straße 14 (Standort)                                                                    | Wohnhaus                             | Zweigeschossiges Walmdachgebäude, auf der Nordostseite Halbwalm, Eckpilaster, bezeichnet „1837“ | D-4-78-111-11 Wikidata  | weitere Bilder |
| Langheimer Straße 37 (Standort)                                                                    | Wohnhaus                             | Zweigeschossiges Walmdachhaus mit verputztem Fachwerkobergeschoss, Ende 18. Jahrhundert, Erdgeschoss um 1870 | D-4-78-111-100 Wikidata | Wohnhaus       |
| Langheimer Straße 43 (Standort)                                                                    | Wohnhaus                             | Zweigeschossiges Gebäude mit abgewalmten Satteldach, 18./19. Jahrhundert | D-4-78-111-13 Wikidata  | Wohnhaus       |
| Marktplatz 2 (Standort)                                                                            | Rathaus                              | Zweigeschossiges Walmdachhaus mit Fachwerkobergeschoss, Erdgeschoss aus Sandsteinquadern, um 1800 | D-4-78-111-14 Wikidata  | weitere Bilder |
| Marktplatz 5 (Standort)                                                                            | Wohnhaus- und Geschäftshaus          | Zweigeschossiges verputztes Walmdachgebäude, 18. Jahrhundert, im Erdgeschoss moderner Ladeneinbau | D-4-78-111-16 Wikidata  | weitere Bilder |
| Marktplatz 7 (Standort)                                                                            | Hotel Restaurant Gondel              | Zweigeschossiges giebelständiges Satteldachhaus, Fachwerkobergeschoss, 18. Jahrhundert | D-4-78-111-17 Wikidata  | weitere Bilder |
| Marktplatz 12 (Standort)                                                                           | Wohnhaus                             | Zweigeschossiges giebelständiges Satteldachhaus, Fachwerkobergeschoss, erste Hälfte 18. Jahrhundert | D-4-78-111-18 Wikidata  | weitere Bilder |
| Rechtsanwalt-Krauß-Straße 3 (Standort)                                                             | Wohnhaus                             | Zweigeschossiger Mansarddachbau, erste Hälfte 19. Jahrhundert | D-4-78-111-19 Wikidata  | weitere Bilder |
| Rechtsanwalt-Krauß-Straße 5 (Standort)                                                             | Wohnhaus                             | Zweigeschossiges Walmdachhaus, Sandsteingliederungen, erste Hälfte 19. Jahrhundert | D-4-78-111-20 Wikidata  | weitere Bilder |
| Rechtsanwalt-Krauß-Straße 7 (Standort)                                                             | Wohnhaus                             | Zweigeschossiges Walmdachhaus mit Sandsteingliederung, um 1820/30 | D-4-78-111-21 Wikidata  | weitere Bilder |
| Rechtsanwalt-Krauß-Straße 14 (Standort)                                                            | Wohnhaus                             | Zweigeschossiges Walmdachhaus, im Erdgeschoss genutete Ecklisenen, im Obergeschoss toskanische Eckpilaster, bezeichnet „1834“ | D-4-78-111-22 Wikidata  | weitere Bilder |
| Rechtsanwalt-Krauß-Straße 15 (Standort)                                                            | Ehemalige Mühle, sogenannte Badmühle | Zweigeschossiges Halbwalmdachfachwerkgebäude von 1709, Erdgeschoss wohl im frühen 19. Jahrhundert ausgebaut | D-4-78-111-23 Wikidata  | weitere Bilder |
| Rechtsanwalt-Krauß-Straße 18 (Standort)                                                            | Wohnhaus                             | Zweigeschossiges Walmdachhaus, ionische Eckpilaster, Haustür von ionischen Pilastern flankiert, zweites Viertel 19. Jahrhundert | D-4-78-111-24 Wikidata  | weitere Bilder |
| Theodor-Heuss-Straße 25 (Standort)                                                                 | Wohnhaus                             | Zweigeschossiger Walmdachbau mit Mittelrisalit und Sandsteingliederungen, 1832/33 nach Plänen von Leo von Klenze von Georg Zeuß errichtet | D-4-78-111-25 Wikidata  | weitere Bilder |
| Woffendorfer Straße 2 (Standort)                                                                   | Wohnhaus                             | Zweigeschossiger Walmdachbau, verputztes Fachwerkobergeschoss, 18./19. Jahrhundert | D-4-78-111-26 Wikidata  | Wohnhaus       |
| Woffendorfer Straße, Sandstraße, am Ortsausgang an der Straße nach Woffendorf (Standort)           | Bildstock                            | Sandstein, Pfeiler mit vierseitigem rundbogig geschlossenem Aufsatz, 18. Jahrhundert. Aus dem frühen 18. Jahrhundert mit dekorativen Reliefs am Sockel sowie Fruchtgehängen am Schaft. Oben ein rundbogig geschlossener Aufsatz; an den Seitenteilen ein Kreuzrelief. | D-4-78-111-27 Wikidata  | Bildstock      |

### Baiersdorf
| Lage                                                                                           | Objekt                                       | Beschreibung | Akten-Nr.              | Bild                                         |
| ---------------------------------------------------------------------------------------------- | -------------------------------------------- | --- | ---------------------- | -------------------------------------------- |
| Altenkunstadter Straße 31 (Standort)                                                           | Wohnstallhaus                                | Zweigeschossiges Wohnstallhaus mit Walmdach, im Westen mit verschiefertem Fachwerkobergeschoss und Ecklisenen im Erdgeschoss. 18. Jahrhundert | D-4-78-111-28 Wikidata | Wohnstallhaus                                |
| Altenkunstadter Straße 36, Altenkunstadter Straße 38, etwa 150 m nördlich des Ortes (Standort) | Bildstock                                    | Sandstein, Säule mit ionischem Kapitell, vierseitiger Aufsatz mit Reliefs, um 1700. Der Sockel ist mit Engelsköpfen verziert, darüber befindet sich ein Aufsatz mit Ädikulen. Die Abschlussgesimse sind geschwungen ausgeführt. In diesen befindet sich in allen vier Himmelsrichtungen je ein Relief: gegen Süden die Krönung Mariens im Himmel, gegen Osten der Erzengel Michael, gegen Norden die fünf Wunden Christi, gegen Westen das Jesuskind mit den vierzehn Nothelfern. | D-4-78-111-33 Wikidata | Bildstock                                    |
| Altenkunstadter Straße 39 (Standort)                                                           | Wohnstallhaus                                | Zweigeschossig, mit Walmdach, verputztes Fachwerk, Ecklisenen im Erdgeschoss, frühes 19. Jahrhundert | D-4-78-111-29 Wikidata | Wohnstallhaus                                |
| Am Hügel 2, am südlichen Ortsrand (Standort)                                                   | Sandsteinfigur des Heiligen Johannes Nepomuk | Bezeichnet „1738“. Am Sockel eingemeißelte Inschrift „SIHA NEPOMUCENUS ORA PRO NOBIS ADAM MARTIN ANA MARTIN 1738“ | D-4-78-111-30 Wikidata | Sandsteinfigur des Heiligen Johannes Nepomuk |
| Mainecker Straße 1 (Standort)                                                                  | Wohnhaus                                     | Zweigeschossiger verputzter Walmdachbau, um 1830 | D-4-78-111-31 Wikidata | Wohnhaus                                     |
| Mainecker Straße 3 (Standort)                                                                  | Wohnhaus                                     | Zweigeschossiges verputztes Walmdachhaus, 18. Jahrhundert | D-4-78-111-32          | Wohnhaus                                     |

### Burkheim
| Lage                                                                              | Objekt       | Beschreibung | Akten-Nr.               | Bild         |
| --------------------------------------------------------------------------------- | ------------ | --- | ----------------------- | ------------ |
| Berg, am Weg von Kordigast nach Siedamsdorf (Standort)                            | Bildstock    | Sandstein, Säule, vierseitiger Aufsatz mit Reliefs, 17. Jahrhundert | D-4-78-111-46 Wikidata  | Bildstock    |
| Bürgermeister-Püls-Straße 2 (Standort)                                            | Wohnhaus     | Zweigeschossiges abgewalmtes Satteldachhaus, auf der Westseite verschiefertes Fachwerkobergeschoss, 1. Hälfte 19. Jahrhundert | D-4-78-111-35 Wikidata  | Wohnhaus     |
| Bürgermeister-Püls-Straße 12 (Standort)                                           | Wohnhaus     | Zweigeschossiges Wohnstallhaus mit Satteldach, verputztes Fachwerkobergeschoss, um 1700, Erdgeschoss mit Lisenengliederung Ende 19. Jahrhundert | D-4-78-111-102 Wikidata | Wohnhaus     |
| Bürgermeister-Püls-Straße 14 (Standort)                                           | Wohnhaus     | Zweigeschossiges Wohnstallhaus mit Walmdach, Fachwerkobergeschoss, bezeichnet 1865, mit älterem Fachwerk | D-4-78-111-36 Wikidata  | Wohnhaus     |
| Bürgermeister-Püls-Straße 16 (Standort)                                           | Wohnhaus     | Zweigeschossiges Wohnstallhaus mit Walmdach, auf der Westseite verschiefertes Fachwerkobergeschoss, Holzgalerie, 18. Jahrhundert | D-4-78-111-37 Wikidata  | Wohnhaus     |
| Franz-Joseph-Ahles-Straße 7 am östlichen Ortsausgang (Standort)                   | Bildhäuschen | Bildnische aus Sandstein mit eingemeißelter Jahreszahl „1764“ im Sockel. Hinter einem schmiedeeisernen Gitter befindet sich ein gefasstes Vesperbild aus dem 18. Jahrhundert aus Holz. | D-4-78-111-42 Wikidata  | Bildhäuschen |
| Franz-Joseph-Ahles-Straße 29 (Standort)                                           | Wohnhaus     | Zweigeschossiges Wohnstallhaus mit Satteldach und Fachwerkobergeschoss, Eckquaderung im Erdgeschoss, 18. Jahrhundert | D-4-78-111-38 Wikidata  | Wohnhaus     |
| Franz-Joseph-Ahles-Straße 31 (Standort)                                           | Wohnhaus     | Zweigeschossiges Wohnstallhaus mit Walmdach, Fachwerkobergeschoss, Eckpilaster im Erdgeschoss | D-4-78-111-39 Wikidata  | Wohnhaus     |
| Franz-Joseph-Ahles-Straße 31 (Standort)                                           | Nebengebäude | mit Satteldach, Fachwerkgiebel, Kellerzugang mit korbbogigem Portal, bezeichnet 1811 | D-4-78-111-39 Wikidata  | Nebengebäude |
| Franz-Joseph-Ahles-Straße 34 (Standort)                                           | Wohnhaus     | Zweigeschossiges Wohnstallhaus mit abgewalmten Satteldach und Fachwerkobergeschoss, um 1800 | D-4-78-111-40 Wikidata  | Wohnhaus     |
| Nähe Franz-Joseph-Ahles-Straße (Standort)                                         | Wegkapelle   | Rechteckiger Fachwerkbau mit Walmdach, 18. Jahrhundert | D-4-78-111-41 Wikidata  | Wegkapelle   |
| An der Staatsstraße 2203 nach Isling, ca. 100 m vom Ort entfernt (Standort)       | Bildstock    | Aus Sandstein, 18. Jahrhundert, mit Gipsfigur in einer rundbogigen Bildnische | D-4-78-111-43 Wikidata  | Bildstock    |
| Silberleite, am früheren Fußweg nach Weismain, am Waldrand (Standort)             | Marter       | Sandsteinpfeiler mit eingemeißelter Gravur „HB 1777“ sowie Engelskopf und Kartusche am Schaft. Der obere Aufsatz ist rundbogig geschlossen, darin befindet sich ein Jesusbildnis aus Gips neueren Datums. 1961 stürzte die Säule um und wurde wieder neu aufgestellt. Grund für die Errichtung war der Unglücksfall eines Juden, der von seinem Ochsen auf dem Weg nach Bamberg über die „Judenstrass“ tot getreten wurde. | D-4-78-111-44 Wikidata  | Marter       |
| Reut, an der Staatsstraße 2203 nach Isling, ca. 200 m vom Ort entfernt (Standort) | Bildstock    | Sandstein, Pfeiler, vierseitiger Aufsatz mit Reliefs, um 1728, Schaft wohl jünger | D-4-78-111-45 Wikidata  | Bildstock    |

### Maineck
| Lage                                                                         | Objekt                                  | Beschreibung | Akten-Nr.              | Bild                        |
| ---------------------------------------------------------------------------- | --------------------------------------- | --- | ---------------------- | --------------------------- |
| Am Sand 1 (Standort)                                                         | Ehemalige Schmiedewerkstatt             | Zweigeschossiger Satteldachbau mit Fachwerkobergeschoss, spätes 19. Jahrhundert. Türstein mit Allianzwappen von 1626                                | D-4-78-111-47 Wikidata | Ehemalige Schmiedewerkstatt |
| Höhe, an der Straße nach Prügel ca. 500 m vom Ort (Standort)                 | Bildstock                               | Sandstein, konvex-konkav profilierter Sockel, Pfeiler, vierseitiger Aufsatz mit Reliefs, bezeichnet „1748“                                          | D-4-78-111-59 Wikidata | Bildstock                   |
| Kirchplatz 3 (Standort)                                                      | Gasthaus zum Goldenen Anker             | Zweigeschossiger Walmdachbau, frühes 19. Jahrhundert, um 1950/60 umgebaut und im Erdgeschoss erweitert                                              | D-4-78-111-48 Wikidata | Gasthaus zum Goldenen Anker |
| Kirchplatz 6 (Standort)                                                      | Wohnhaus                                | Zweigeschossiges Wohnstallhaus mit Satteldach, 17./18. Jahrhundert                                                                                  | D-4-78-111-49 Wikidata | Wohnhaus                    |
| Kirchplatz 13 a (Standort)                                                   | Katholische Kuratiekirche Allerheiligen | Chorturmkirche mit halbrunder Apsis, Sandsteinquaderbau, Apsis und Turmuntergeschoss 12. Jahrhundert, Umbauten 1705, 1744 und 1875, mit Ausstattung | D-4-78-111-50 Wikidata | weitere Bilder              |
| Kirchplatz 18, Mühlweg 3 (Standort)                                          | Wohnhaus                                | Zweigeschossiger Halbwalmdachbau, frühes 19. Jahrhundert, für Paul Hilpert errichtet                                                                | D-4-78-111-52 Wikidata | Wohnhaus                    |
| Kirchplatz, südwestlich der Kirche (Standort)                                | Kirchplatz                              | Dorflinde mit rechteckig angelegter Sandsteinbank und Steintisch des 18. Jahrhunderts                                                               | D-4-78-111-61 Wikidata | Kirchplatz                  |
| Mühlweg, an der Mainbrücke (Standort)                                        | Sandsteinstatue                         | Heiliger Johannes Nepomuk, bezeichnet „1745“ | D-4-78-111-58 Wikidata | Sandsteinstatue             |
| Mühlweg 2 (Standort)                                                         | Ehemalige Mühle                         | Zweigeschossiger Walmdachbau, Erdgeschoss aus Sandsteinquadern, Obergeschoss verputzt, bezeichnet „1762“                                            | D-4-78-111-51 Wikidata | Ehemalige Mühle             |
| Röten, um 1700, an der alten Straße nach Prügel ca. 200 m vom Ort (Standort) | Bildstock                               | Sandstein, Vierkantsockel, Säule mit ionischem Kapitell, vierseitiger Aufsatz mit Reliefs                                                           | D-4-78-111-60 Wikidata | Bildstock                   |
| Schloßberg 1 (Standort)                                                      | Ehemaliges Forsthaus                    | Ehemaliges dompropsteiliches Amtshaus, zweigeschossiger Walmdachbau mit Sandsteingliederungen, um 1800 von Johann Lorenz Fink                       | D-4-78-111-53 Wikidata | Ehemaliges Forsthaus        |
| Schloßberg 4 (Standort)                                                      | Wohnhaus                                | Eingeschossiges Mansarddachhaus mit Sandsteingliederungen, bezeichnet „1788“                                                                        | D-4-78-111-54 Wikidata | Wohnhaus                    |
| Schneidsberg 6 (Standort)                                                    | Wohnhaus                                | Zweigeschossiger verputzter Walmdachbau, bezeichnet „1852“                                                                                          | D-4-78-111-55 Wikidata | Wohnhaus                    |
| Waldweg 1 (Standort)                                                         | Wohnhaus                                | Zweigeschossiger verputzter Walmdachbau, im Erdgeschoss genutete Ecklisenen, um 1800                                                                | D-4-78-111-56 Wikidata | Wohnhaus                    |
| Waldweg 1 (Standort)                                                         | Hoftor                                  | Mit zwei genuteten Sandsteinpfeilern, bezeichnet „1794“                                                                                             | D-4-78-111-56 Wikidata | Hoftor                      |
| Waldweg 6 (Standort)                                                         | Wohnhaus                                | Zweigeschossiger verputzter Walmdachbau mit Sandsteingliederungen im Erdgeschoss, bezeichnet „1833“                                                 | D-4-78-111-57 Wikidata | Wohnhaus                    |

### Pfaffendorf
| Lage | Objekt                               | Beschreibung | Akten-Nr.              | Bild           |
| --- | ------------------------------------ | --- | ---------------------- | -------------- |
| Külmitz, gegenüber der Wegkapelle (Standort)                                                               | Grenzstein                           | Sandstein, 17./18. Jahrhundert. Auf der Nordseite ist ein „S“ eingemeißelt, auf der Südseite ein „B“. | D-4-78-111-65 Wikidata | Grenzstein     |
| Leimengrube, An der Straße nach Altenkunstadt (Standort)                                                   | Wegkapelle                           | Fachwerkbau mit Walmdach, wohl von 1743 | D-4-78-111-64 Wikidata | Wegkapelle     |
| Lichtenfelser Straße, an der Staatsstraße 2203, am Ortsrand vor Lichtenfelser Straße 25 und 27 (Standort)  | Bildstock                            | Sandsteinpfeiler; am Sockel verwitterte Inschrift mit der Bezeichnung 1718. Am unteren Teil des Schaftes von Akanthus gerahmtes Relief der Muttergottes mit den armen Seelen. An der Stirnseite des Aufsatzes ovales, von Akanthus gerahmtes Reliefmedaillon mit den Fünf Wunden Christi. Die Schmalseiten sind geschuppt; die Rückseite ist glatt. Darüber ein schmiedeeisernes Kreuz. | D-4-78-111-66 Wikidata | Bildstock      |
| Lichtenfelser Straße 25 (Standort)                                                                         | Katholische Filialkirche Sankt Georg | Holzgedecktes Langhaus, eingezogener Chor, verputzter Satteldachbau, über dem Chor verschieferter Kuppel, im frühen 18. Jahrhundert als Wallfahrtskirche errichtet, mit Ausstattung | D-4-78-111-62 Wikidata | weitere Bilder |
| Zum Reut 14 (Standort)                                                                                     | Wohnhaus                             | Zweigeschossiger Wohnstallbau mit Satteldach und Fachwerkobergeschoss, 18. Jahrhundert | D-4-78-111-63 Wikidata | Wohnhaus       |
| Nähe Lichtenfelser Straße, an der Straße nach Altenkunstadt, ca. 100 m westlich der Pfarrkirche (Standort) | Bildstock                            | Sandsteinpfeiler des späten 18. Jahrhunderts. Am Sockel dekorative Reliefs und Engelsköpfe, am Aufsatz rundbogige, flache Bildnischen mit bunten Heiligenbildern. | D-4-78-111-67 Wikidata | Bildstock      |

### Prügel
| Lage                                                                             | Objekt              | Beschreibung | Akten-Nr.              | Bild                |
| -------------------------------------------------------------------------------- | ------------------- | --- | ---------------------- | ------------------- |
| Am Gutshof 2, Am Gutshof 4 (Standort)                                            | Gutsanlage          | Zweigeschossiges Wohngebäude mit Walmdach, zweiflügeliges Wirtschaftsgebäude mit zwei korbbogigen Durchfahrten, Anlage im Kern um 1700, nach einem Brand 1918 Wiederaufbau des Obergeschosses des Wohngebäudes und 1959 Wiederaufbau des Wirtschaftsgebäudes | D-4-78-111-69 Wikidata | Gutsanlage          |
| Am Sand, ca. 100 m südöstlich vor dem Ort, an der Straße nach Maineck (Standort) | Bildstock           | Sandstein, gefaster Pfeiler, 19. Jahrhundert | D-4-78-111-72 Wikidata | Bildstock           |
| Frohnberg, an der Straße nach Maineck (Standort)                                 | Bildstock           | Sockel und vierseitiger Aufsatz mit Reliefs, Sandstein, um 1730 | D-4-78-111-73 Wikidata | Bildstock           |
| In Prügel (Standort)                                                             | Katholische Kapelle | Rechteckiger Bau mit Satteldach und Dachreiter, erste Hälfte 19. Jahrhundert; mit Ausstattung | D-4-78-111-68 Wikidata | Katholische Kapelle |
| Nähe Prügeler Straße, an der Straße nach Altenkunstadt (Standort)                | Bildstock           | Sandstein, gewundene Säule, vierseitiger Aufsatz, noch 17. Jahrhundert. | D-4-78-111-71 Wikidata | Bildstock           |
| Schneidersknock, an der alten Straße nach Woffendorf (Standort)                  | Kreuzträger         | Sandstein, bezeichnet „1730“ | D-4-78-111-70 Wikidata | Kreuzträger         |

### Spiesberg
| Lage                                                | Objekt                  | Beschreibung | Akten-Nr.              | Bild                    |
| --------------------------------------------------- | ----------------------- | --- | ---------------------- | ----------------------- |
| Lindig, gegenüber Zum Steinbrunnen 3 (Standort)     | Marter                  | Sandstein, Sockel mit Reliefs, ionisches Kapitell, vierseitiger Aufsatz mit Reliefs, 18. Jahrhundert, gewundene Säule nach historischem Foto nachgebildet. Am Sockel befindet sich ein Engelskopf sowie die verwitterte Inschrift „17.7.“ Der Aufsatz zeigt in allen vier Himmelsrichtungen ein Relief: an der Ostseite eine Marienkrönung, an der Nordseite das Christkind und die Vierzehn Nothelfer, an der Südseite eine stehende Muttergottes und gegen Westen die Fünf Wunden Christi. Als Bekrönung ist darüber das Auge Gottes in der Glorie aufgesetzt. | D-4-78-111-78 Wikidata | Marter                  |
| Lindig, ca. 400 m vom östlichen Ortsrand (Standort) | Bildstock               | Sandstein, Sockel mit Engelsköpfen, vierseitiger Aufsatz mit Reliefs, 18. Jahrhundert, gewundene Säule ergänzt. Der Sockel ist mit Engelsköpfen verziert; der mit rundbogigen Gesimsen geschlossene Aufsatz zeigt in jeder Himmelsrichtung ein Relief: an der Ostseite das Christkind mit den Vierzehn Nothelfern, an der Südseite eine Marienkrönung, an der Westseite die Fünf Wunden Christi und gegen Norden den heiligen Antonius von Padua. | D-4-78-111-79 Wikidata | Bildstock               |
| Zum Leitenholz 2a (Standort)                        | Katholische Dorfkapelle | Sandsteinquaderbau mit Satteldach und Dachreiter, um 1880; mit Ausstattung | D-4-78-111-74 Wikidata | Katholische Dorfkapelle |
| Zum Leitenholz 6 (Standort)                         | Wohnhaus                | Zweigeschossiges Wohnstallhaus mit Walmdach, Fachwerkobergeschoss, um 1800 | D-4-78-111-75 Wikidata | Wohnhaus                |
| Zum Leitenholz 8 (Standort)                         | Wohnhaus                | Zweigeschossiges Wohnstallhaus mit Walmdach, Fachwerkobergeschoss, um 1800 | D-4-78-111-76          | Wohnhaus                |
| Zum Leitenholz 14 (Standort)                        | Wohnhaus                | Zweigeschossiges Wohnstallhaus mit Walmdach, Fachwerkobergeschoss, um 1800 | D-4-78-111-77          | Wohnhaus                |

### Strössendorf
| Lage                           | Objekt | Beschreibung | Akten-Nr.              | Bild |
| ------------------------------ | --- | --- | ---------------------- | --- |
| Am Schloß 2 (Standort)         | Evangelisch-lutherische Pfarrkirche St. Katharina                                                                                  | Verputzter Sandsteinquaderbau mit Satteldach, viergeschossiger Fassadenturm aus unverputzten Sandsteinquadern, 16./17. Jahrhundert, über älterem Kern, Fassadenturm von 1744–1752, mit Ausstattung                                                         | D-4-78-111-80 Wikidata | weitere Bilder |
| Am Schloß 4 (Standort)         | Schloss | Dreigeschossige Vierflügelanlage um engen Hof mit Bergfried, 15./16. Jahrhundert, mit Teilen des 13. Jahrhunderts, Umbauten 17./18. Jahrhundert | D-4-78-111-81 Wikidata | weitere Bilder |
| Am Schloß 4 (Standort)         | Katholische Schlosskapelle zur Heiligen Dreifaltigkeit, ehemaliger Wehrturm des 15./16. Jahrhunderts 1742 als Kapelle eingerichtet | Eingeschossiger verputzter Rundbau mit Mansarddach, mit Ausstattung | D-4-78-111-81 Wikidata | Katholische Schlosskapelle zur Heiligen Dreifaltigkeit, ehemaliger Wehrturm des 15./16. Jahrhunderts 1742 als Kapelle eingerichtet |
| Am Schloß 5 (Standort)         | Ehemaliges Verwalterhaus | zweigeschossiger, einseitig abgewalmter Satteldachbau in Ecklage, mit Putzfassade mit genuteten Ecklisenen und gefalzten Rahmen im Erdgeschoss, südseitig eingeschossiger Wirtschaftsteil, Fachwerkbau mit Mansarddach, 1. Hälfte 18. Jh., Kern wohl älter | D-4-78-111-110         | BW |
| Am Schloß 6 (Standort)         | Ökonomiegebäude | Eingeschossiger Wohnstallbau mit Walmdach und Eckquaderung, 18. Jahrhundert | D-4-78-111-82 Wikidata | BW |
| Am Schloß 9 (Standort)         | Gasthaus Goldener Hirsch | Zweigeschossiger Walmdachbau mit Sandsteingliederungen, bezeichnet „1819“ | D-4-78-111-83 Wikidata | Gasthaus Goldener Hirsch |
| Blöße (Standort)               | Grabstätte der Freiherren von Schaumberg zu Strössendorf                                                                           | Vermauerte Gruft, darauf gestufter Unterbau mit dorischer viersäuliger Ädikula, Dreiecksgiebel und Akroteren, klassizistisch, 1. Hälfte 19. Jahrhundert; von Bäumen rund eingefasster Grabhügel und zuführende Allee, gleichzeitig                         | D-4-78-111-108         | Grabstätte der Freiherren von Schaumberg zu Strössendorf                                                                           |
| Biberbach 3 (Standort)         | Wohnhaus | Zweigeschossiges verputztes Gebäude mit abgewalmtem Satteldach, 19. Jahrhundert | D-4-78-111-84 Wikidata | Wohnhaus |
| Biberbach 4 (Standort)         | Ehemaliges Pfarrhaus | Zweigeschossiger Walmdachbau mit Fachwerkobergeschoss und gequadertem Eckpilaster, 18. Jahrhundert | D-4-78-111-85 Wikidata | Ehemaliges Pfarrhaus |
| Biberbach 5 (Standort)         | Ehemaliges Forsthaus | Eingeschossiges Fachwerkhaus mit halb abgewalmtem Satteldach, 18. Jahrhundert | D-4-78-111-86 Wikidata | Ehemaliges Forsthaus |
| Zeublitzer Straße 1 (Standort) | Pfeiler des Hoftores | Sandstein mit Kugelbekrönungen, bezeichnet „1785“ | D-4-78-111-87 Wikidata | Pfeiler des Hoftores |
| Zeublitzer Straße 3 (Standort) | Ehemaliges Rentamtmannshaus | Zweigeschossiger Walmdachbau mit Sandsteingliederungen, um 1800 | D-4-78-111-88 Wikidata | Ehemaliges Rentamtmannshaus |
| Zeublitzer Straße 3 (Standort) | Hoftor | Mit Sandsteinpfeiler und Kugelbekrönung | D-4-78-111-88 Wikidata | Hoftor |

### Tauschendorf
| Lage                                          | Objekt              | Beschreibung | Akten-Nr.              | Bild                |
| --------------------------------------------- | ------------------- | --- | ---------------------- | ------------------- |
| In Tauschendorf (Standort)                    | Katholische Kapelle | Sandsteinquaderbau mit Satteldach und Dachreiter, 19. Jahrhundert; mit Ausstattung | D-4-78-111-89 Wikidata | Katholische Kapelle |
| In Tauschendorf, neben der Kapelle (Standort) | Bildstock           | Sandstein, Sockel und vierseitiger Aufsatz mit Reliefs, bezeichnet „1727“ mit profilierter Basis und der eingemeißelter Gravur „18 AB 05“. Auf der Spitze der Säule befindet sich ein schmiedeeisernes Kreuz neueren Datums | D-4-78-111-90 Wikidata | Bildstock           |

### Woffendorf
| Lage                                                                                                | Objekt              | Beschreibung | Akten-Nr.              | Bild                |
| --------------------------------------------------------------------------------------------------- | ------------------- | --- | ---------------------- | ------------------- |
| Obere Flur, ca. 300 m westlich des Ortes, kurz nach Staatsstraße 2191 Richtung Kordigast (Standort) | Steinkreuz          | Kräftiges Sandsteinkreuz lateinischer Form mit verkürztem oberem Teil des Stammes und den Maßen 100 × 100 × 28 cm, vermutlich 16. Jahrhundert. Es handelt sich um ein Sühnekreuz zum Gedenken an einen dort ermordeten Menschen, eventuell einen Jäger, der durch einen Wilderer umgebracht wurde. | D-4-78-111-93 Wikidata | Steinkreuz          |
| Sandstraße 2, Nähe Woffendorfer Straße (Standort)                                                   | Katholische Kapelle | Neugotischer Sandsteinquaderbau, Dachreiter, um 1900, mit Ausstattung | D-4-78-111-91 Wikidata | Katholische Kapelle |
| Sandstraße 2, Nähe Woffendorfer Straße (Standort)                                                   | Bildstock           | Am Chor der Kapelle, Sandstein, Säule mit ionischem Kapitell, vierseitiger Aufsatz, frühes 18. Jahrhundert | D-4-78-111-91 Wikidata | Bildstock           |
| Zum Kordigast 14 (Standort)                                                                         | Wohnhaus            | Zweigeschossiges Fachwerkgebäude mit Walmdach, bezeichnet „1819“ | D-4-78-111-92 Wikidata | Wohnhaus            |

### Zeublitz
| Lage | Objekt                                           | Beschreibung | Akten-Nr.              | Bild                                             |
| --- | ------------------------------------------------ | --- | ---------------------- | ------------------------------------------------ |
| Floß, auf einem Parkplatz an der Straße zur Trebitzmühle (Standort) | Bildstock                                        | Sandsteinpfeiler des 17./18. Jahrhunderts mit diamantiertem Sockel. Der Schaft ist durch ein Gesims geteilt und gefeldert; der Aufsatz ist mit Eckvorlagen und Muschelabschlüssen verziert. | D-4-78-111-98 Wikidata | Bildstock                                        |
| Von der Gemeindeverbindungsstraße Zeublitz / Burkheim (St 2203) nach Wolfsloch, an der Straße nach Spiesberg, ca. 600 m vom Ort, an der Abzweigung nach Wolfsloch (Standort) | Kreuzstein                                       | Sandstein, 16./17. Jahrhundert | D-4-78-111-106         | Kreuzstein                                       |
| Von der Gemeindeverbindungsstraße Zeublitz / Burkheim (St 2203) nach Wolfsloch, an der Straße nach Spiesberg, ca. 600 m vom Ort, an der Abzweigung nach Wolfsloch (Standort) | Sockel und vierseitiger Aufsatz eines Bildstocks | Sockel (82 × 45 × 40 cm) und Aufsatz (62 × 38 × 38 cm) einer Sandsteinmarter des 17./18. Jahrhunderts. Der Sockel ist mit verwitterten Engelsköpfen und Fruchtbündeln geschmückt; der segmentbogig geschlossene Aufsatz enthält vier leere rundbogige Bildnischen mit je vier Dübellöchern. Darüber befinden sich in den Lünetten Jakobsmuscheln. Etwa fünf Meter daneben befindet sich ein Sandsteinkreuz des 16./17. Jahrhunderts mit abgeschlagenem oberem Teil. | D-4-78-111-99 Wikidata | Sockel und vierseitiger Aufsatz eines Bildstocks |
| Zum Hundsrück 3 (Standort) | Wohnhaus                                         | Zweigeschossiges Wohnstallhaus mit Walmdach, Fachwerk, Stallteil aus Sandsteinquadern, 18. Jahrhundert | D-4-78-111-94 Wikidata | Wohnhaus                                         |
| Zum Hundsrück 4 (Standort) | Wohnhaus                                         | Zweigeschossiges Wohnstallhaus mit Halbwalmdach, Fachwerk, massiver Stall, 18./19. Jahrhundert | D-4-78-111-95 Wikidata | Wohnhaus                                         |
| Zum Hundsrück 6 (Standort) | Wohnhaus                                         | Zweigeschossiges Wohnstallhaus mit Walmdach, verkleidetes Fachwerkobergeschoss, 18./19. Jahrhundert | D-4-78-111-96 Wikidata | Wohnhaus                                         |
| Zur Mühle 2 (Standort) | Wohnstallhaus                                    | Zweigeschossig, mit Walmdach, verschiefertes Fachwerkobergeschoss, 18. Jahrhundert | D-4-78-111-97 Wikidata | Wohnstallhaus                                    |

## Ehemalige Baudenkmäler
In diesem Abschnitt sind Objekte aufgeführt, die früher einmal in der Denkmalliste eingetragen waren, jetzt aber nicht mehr. Objekte, die in anderem Zusammenhang also z. B. als Teil eines Baudenkmals weiter eingetragen sind, sollen hier nicht aufgeführt werden. Aktennummern in diesem Abschnitt sind ehemalige, jetzt nicht mehr gültige Aktennummern.

| Lage                                                                              | Objekt    | Beschreibung | Akten-Nr.               | Bild           |
| --------------------------------------------------------------------------------- | --------- | --- | ----------------------- | -------------- |
| Altenkunstadt Langheimer Straße 32 (Standort)                                     | Neumühle  | Zweigeschossiges Satteldachgebäude mit Zierfachwerkgiebel, 17./19. Jahrhundert, im 19. Jahrhundert ausgebaut | D-4-78-111-12 Wikidata  | weitere Bilder |
| Altenkunstadt Marktplatz 3 (Standort)                                             | Wohnhaus  | Zweigeschossiges Walmdachhaus mit verputztem Fachwerkobergeschoss, 18. Jahrhundert | D-4-78-111-15           | weitere Bilder |
| Baiersdorf Bei Altenkunstadter Straße 38, hinter dem Anwesen (Standort)           | Bildstock | Ionischer Pfeiler mit Reliefs im Aufsatz, zweite Hälfte 18. Jahrhundert | D-4-78-111-101 Wikidata | BW             |
| Baiersdorf An der Straße nach Prügel, ca. 200 m vor dem Ort, Parkplatz (Standort) | Marter    | Ionische Sandsteinsäule von 1714; Am Schaft mit eingemeißelter Gravur „1714 HANS HEROLD (?) MA:“, darüber Aufsatz mit rundbogigen Abschlussgesimsen und Engelsköpfen in den Lünetten. Ehemals waren im oberen Teil der Marter vier bemalte Blechtafeln angebracht, von denen drei in einem schlechten Zustand noch erhalten sind: eine Dreifaltigkeits-Abbildung, eine Muttergottes und vermutlich der heilige Antonius von Padua. | D-4-78-111-34 Wikidata  | Marter         |